# 克西 (科罗拉多州)
克西（英語：Kersey），是美国科罗拉多州韦尔德县下属的一座城市。建市于1908年12月3日，面积大约为1.216平方英里（3.15平方公里）。根据2010年美国人口普查，该市有人口1,454人。2011年估计该市有人口1,488人，相比2010年人口增长率为2.34%。同时，论人口该市是科罗拉多州第124大城市。